# New Day
New Day – polski zespół wykonujący tak zwaną „muzykę dobrą”, zaliczaną do muzyki chrześcijańskiej, powstały w styczniu 2003 r., z inicjatywy perkusisty Rafała Boniśniaka. Zespół w swojej twórczości  wykorzystuje motywy zaczerpnięte z tradycyjnej muzyki afrykańskiej. New Day wystąpił między innymi na Song of Songs w Toruniu w latach 2003-2004, Festiwalu Muzyki Dobrej w Warszawie w latach 2004-2005, oraz Festiwalu Stróżów Poranka w latach 2004-2006 w Chorzowie. Podczas Światowych Dni Młodzieży w Kolonii w 2005 r., wystąpili jako główni reprezentanci Polski. W roku 2015 zespół otrzymał główną nagrodę za utwór „Pod Prąd” podczas Festiwalu Chrześcijańskie Granie.
W latach 2003–2006 wokalistką zespołu była Viola Brzezińska, zespół funkcjonował wówczas pod nazwą Viola i New Day. 
Największą popularność zespołowi przyniosła ostatnia płyta, Piątka z przebojem „Tacy sami jak my”.

## Dyskografia
Viola i New Day:
- Tam-Tam i Tu – październik 2003
- Najpiękniejsze kolędy i pastorałki – styczeń 2004
- Czarna płyta – maj 2005

Violetta Brzezińska:
- W ogrodzie Oliwnym – marzec 2005

New Day:
- Piątka – maj 2006

New Day:
- Kawa z mlekiem – kwiecień 2008